# 瑞士乾酪
瑞士奶酪（Swiss cheese）是一系列乾酪的总称，其中包括埃文達芝士、格呂耶爾芝士、阿彭策爾芝士、拉克莱特奶酪、Tilsit cheese、Sbrinz、Tête de Moine、Schabziger等多種起司。其中最具代表性的埃文達芝士有着布满了圆孔独特的外观。

## 简介

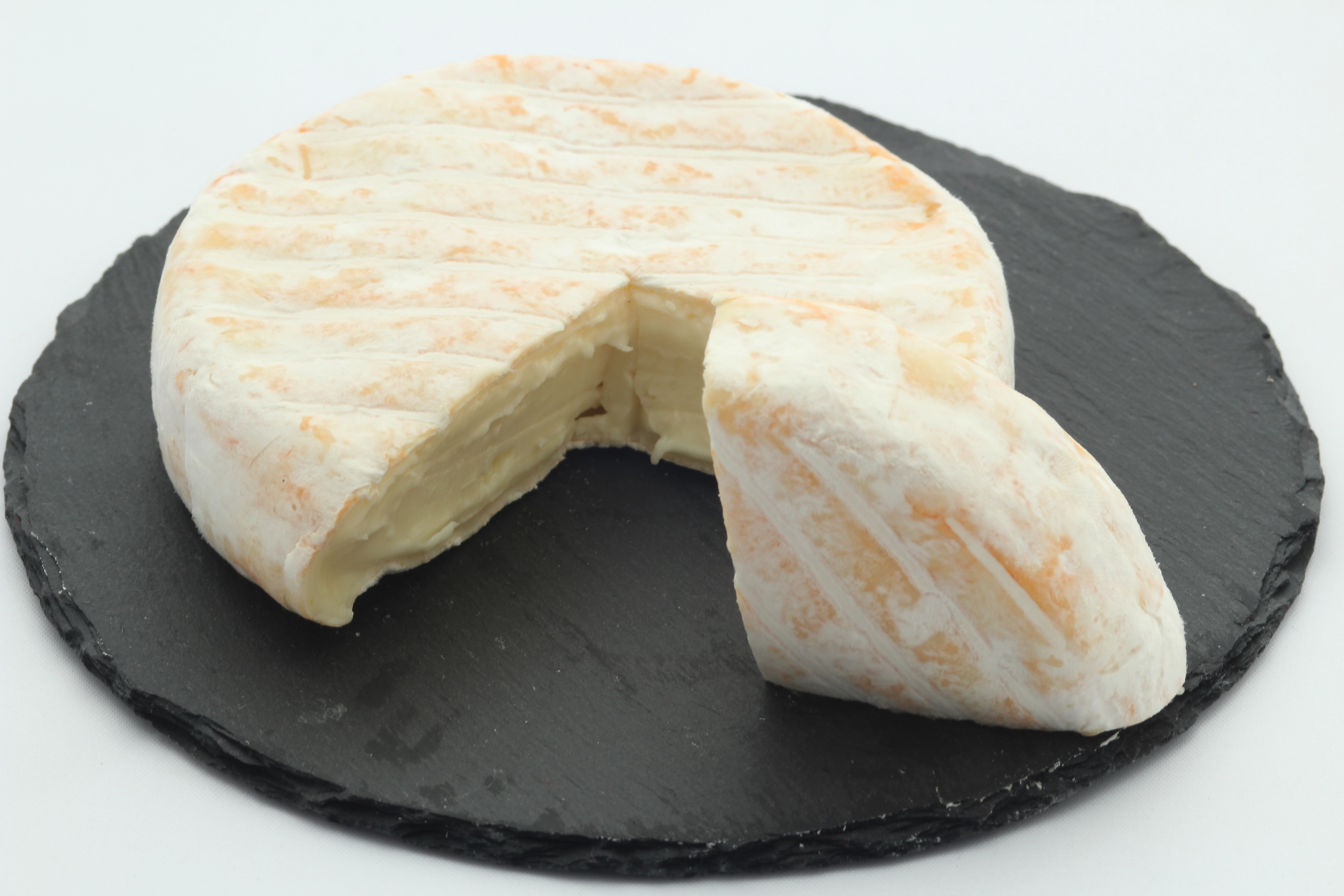
瑞士奶酪

在美国Swiss cheese是一種總稱，因為某些北美起司與來自瑞士的埃文達乾酪類似，故以此得名。
在英国一般称之为Emmental，專指埃文達乾酪。
若單就埃文達乾酪而言，一般认为其上之圆孔越大，則风味越好，理由是圆孔越大，证明其贮存时间越长，贮存温度越高，从而使乳酸菌更充分地作用。
圆孔大的瑞士奶酪不便切削，因此有时需要借助专用的切削器具。

## 出典
- Making Swiss cheese （页面存档备份，存于）
- 『スイス』 森田安一（編）、踊共二（編）、河出書房新社〈ヨーロッパ読本〉、2007年。ISBN 978-4309619033。
- 『スイス探訪 - したたかなスイス人のしなやかな生き方』國松孝次、角川書店、2003年。ISBN 978-4048838207。
- 『ドイツ・オーストリア・スイス』 田辺裕（監）、東廉（訳）、朝倉書店〈図説大百科 世界の地理 12〉、1996年。ISBN 978-4254169126。